# Jumbo Shrimp de Jacksonville
Le Jumbo Shrimp de Jacksonville (en anglais : Jacksonville Jumbo Shrimp) est une équipe de ligue mineure de baseball de niveau AAA basée à Jacksonville en Floride, aux États-Unis, et faisant partie de la ligue triple-A Est.
Le club est affilié aux Marlins de Miami depuis la saison 2009 et joue au Baseball Grounds of Jacksonville depuis la saison 2003.
Au cours de son histoire, le club a aussi porté les noms de Suns de Jacksonville (Jacksonville Suns) et Expos de Jacksonville (Jacksonville Expos).

## Palmarès
Championnat de la Southern League (6) : 1996, 2001, 2005, 2009, 2010, 2014 

## Historique

### Ligue internationale (1962-1968)
Les Suns de Jacksonville sont fondés en 1962 et font partie de la Ligue internationale, une ligue mineure de niveau AAA, jusqu'en 1968. Les Suns sont le club-école le plus avancé des Indians de Cleveland de la Ligue majeure de baseball en 1962 et 1963 ; des Cardinals de Saint-Louis en 1964 et 1965 ; puis des Mets de New York de 1966 à 1968.

### Southern League (depuis 1970)

#### Suns de Jacksonville (1970-1974)
Les Suns ne jouent pas en 1969 et, en 1970, joignent la Southern League, une ligue mineure de niveau AA, soit deux niveaux en dessous de la Ligue majeure de baseball. Pour cette première saison en Southern League, les Suns sont affiliés à deux clubs des majeures : les Expos de Montréal et les Brewers de Milwaukee. Ils sont en 1971 un club-école des Indians de Cleveland, avant d'amorcer une longue association avec les Royals de Kansas City, qui dure de 1972 à 1984.

#### Expos de Jacksonville (1975-1990)
De 1975 à 1990, le club s'appelle Expos de Jacksonville et est le club-école de niveau AA des Expos de Montréal de la Ligue majeure de baseball.

#### Suns de Jacksonville (1991-2016)

Logo des Suns de Jacksonville.

En 1991, l'affiliation avec Montréal ayant pris fin, l'équipe revient à son nom original : les Suns de Jacksonville. Ils sont affiliés aux Mariners de Seattle de 1991 à 1994, aux Tigers de Détroit de 1995 à 2000, aux Dodgers de Los Angeles de 2001 à 2008, puis aux Marlins de Miami depuis la saison de baseball 2009.

#### Jumbo Shrimp de Jacksonville (depuis 2017)
Le 2 novembre 2016, le club annonce que les Suns changent de nom et deviennent le Jumbo Shrimp de Jacksonville à compter de la saison 2017.

### Triple-A Est (depuis 2021)
A l'occasion de la réorganisation des ligues mineures pour la saison 2021, le Jumbo Shrimp de Jacksonville repasse au niveau AAA, soit le niveau juste en-dessous des ligues majeures. Ils rejoignent la ligue triple-A Est, nouvellement créée en remplacement de la ligue Internationale en particulier.

### Stades
Le club joue au Sam W. Wolfson Baseball Park de 1962 à 1968 et de 1970 à 2002. Ils s'installent au Baseball Grounds of Jacksonville, nouveau stade de baseball construit à Jacksonville, en 2003.